# Historie letectví
Historie letectví se zabývá vývojem letectví od prvních pokusů v létání draků až po nepřerušované a řízené motorové lety a dále.

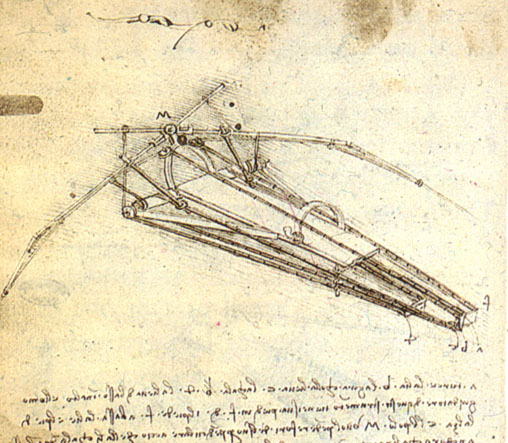
Návrh ornitoptéry z dílny Leonarda da Vinciho z roku 1488

## První sny o létání
Sen o letu byl živen pozorováním ptáků a je zobrazen v mýtech po celém světě (např. Daidalos a Íkaros v řecké mytologii nebo Pušpaka Vimana z Rámájany). První pokusy létat také často čerpaly z myšlenky napodobovat ptáky, např. Daidalos stavěl křídla z peří a vosku. Pokusy stavět křídla z různých materiálů a skákat z vysokých věží pokračovaly až do sedmnáctého století.
První opravdové pokusy o let se patrně uskutečnily v Číně, a to pomocí draků, především pro vojenské účely. Ve válkách které probíhaly v 5. a 3. století př. n. l. se podle pověsti nechal čínský generál vynést na draku nad nepřátelský tábor, kde zpíval písně z domoviny vojáků, čímž u nich vyvolal stesk po domově a podkopal jejich morálku. Zda se tato pověst zakládá na pravdě, nevíme. V Číně byly také známy různé druhy jednoduchých vrtulníků, především jako hračky pro děti.
Za duchovního otce letectví je považován Leonardo da Vinci, který žil mezi lety 1452 a 1519. Nakreslil více než 150 návrhů létajících zařízení, mimo jiné vzdušný šroub – vrtulník a padák. Domníval se, že k letu stačí síla člověka, ke konci svého života si však uvědomil, že je potřeba síla mnohem větší, proto začal pracovat s myšlenkou pevného, nepohyblivého křídla. Nikdy se však nedostal k tomu, aby některý ze svých návrhů vyzkoušel.

## Letadla lehčí než vzduch

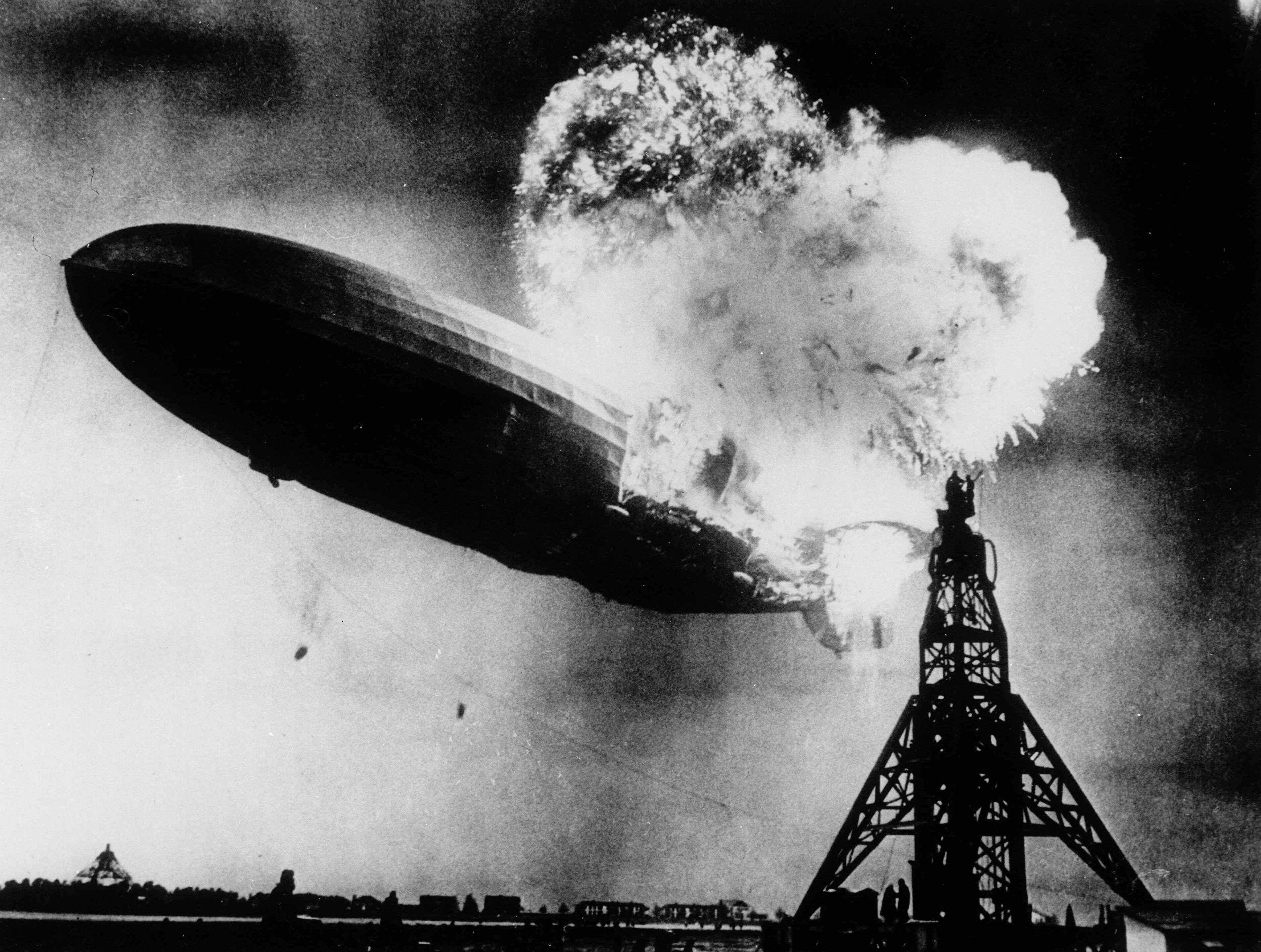
Zkáza Hindenburgu

První vážné pokusy létat se konaly v 18. století v Evropě s horkovzdušnými balony. Bratři Montgolfierové, majitelé papírnictví, si všimli, že horký vzduch stoupá a nadnáší papírové sáčky. Tento jev využili postavením balonu. První úspěšný pokus proběhl roku 1783, kdy vypustili balon o průměru přes 10 m na jehož palubě byla ovce, husa a kohout. Po 3 km dlouhém letu balon přistál, všechna zvířata byla v pořádku. Ještě tentýž rok se vznesl i první balon s lidskou posádkou, a to v Paříži. Brzy poté se objevily i balony naplněné vodíkem, v roce 1794 byly přijaty do francouzské armády pro vyhledávání dělostřeleckých pozic. Angličan George Cayley v roce 1804 navrhl řiditelnou vzducholoď poháněnou vrtulí, kterou však nikdo nezkusil postavit.
První řiditelnou vzducholoď postavil v roce 1852 Francouz Henri Giffard, její parní motor jí však neposkytoval dostatečný výkon v poměru k váze. Po vynálezu spalovacího motoru vznikly tři druhy vzducholodí, rozdělené podle způsobu konstrukce. První nebyly nijak vyztužené a držely tvar jen díky tlaku plynu, druhé byly vyztužené částečně a poslední měly celokovovou kostru, která sama držela tvar vzducholodě. Velké stroje bylo možné stavět pouze třetím způsobem. O jejich rozvoj se zasloužil především německý hrabě Ferdinand von Zeppelin. Jeho první vzducholoď LZ-1, která vzlétla roku 1900, byla dlouhá 140 m, pro nedostatečný výkon motoru však byla pomalá. Zeppelin doufal, že se mu podaří prodat vzducholodě německé armádě, což se ale stalo až v roce 1909, protože armáda se dlouho domnívala, že nevyztužené vzducholodě jsou snadněji rozebíratelné, a tedy také vhodnější pro vojenské operace. V roce 1910 byla postavena LZ-7 Deutschland, která dokázala přepravit 24 cestujících. V roce 1915 začalo Německo používat vzducholodě k bombardování Londýna, brzy však s tím muselo díky lepší protiletadlové obraně přestat. Největší vzducholodí byl LZ 129 Hindenburg, který poprvé vzlétl roku 1936, o rok později se však při přistání v New Jersey – patrně elektrostatickým výbojem – vznítil a během malé chvíle celý shořel. To se stalo vzducholodím, už tak zatlačovaným modernějšími letadly, osudným.

## Letadla těžší než vzduch

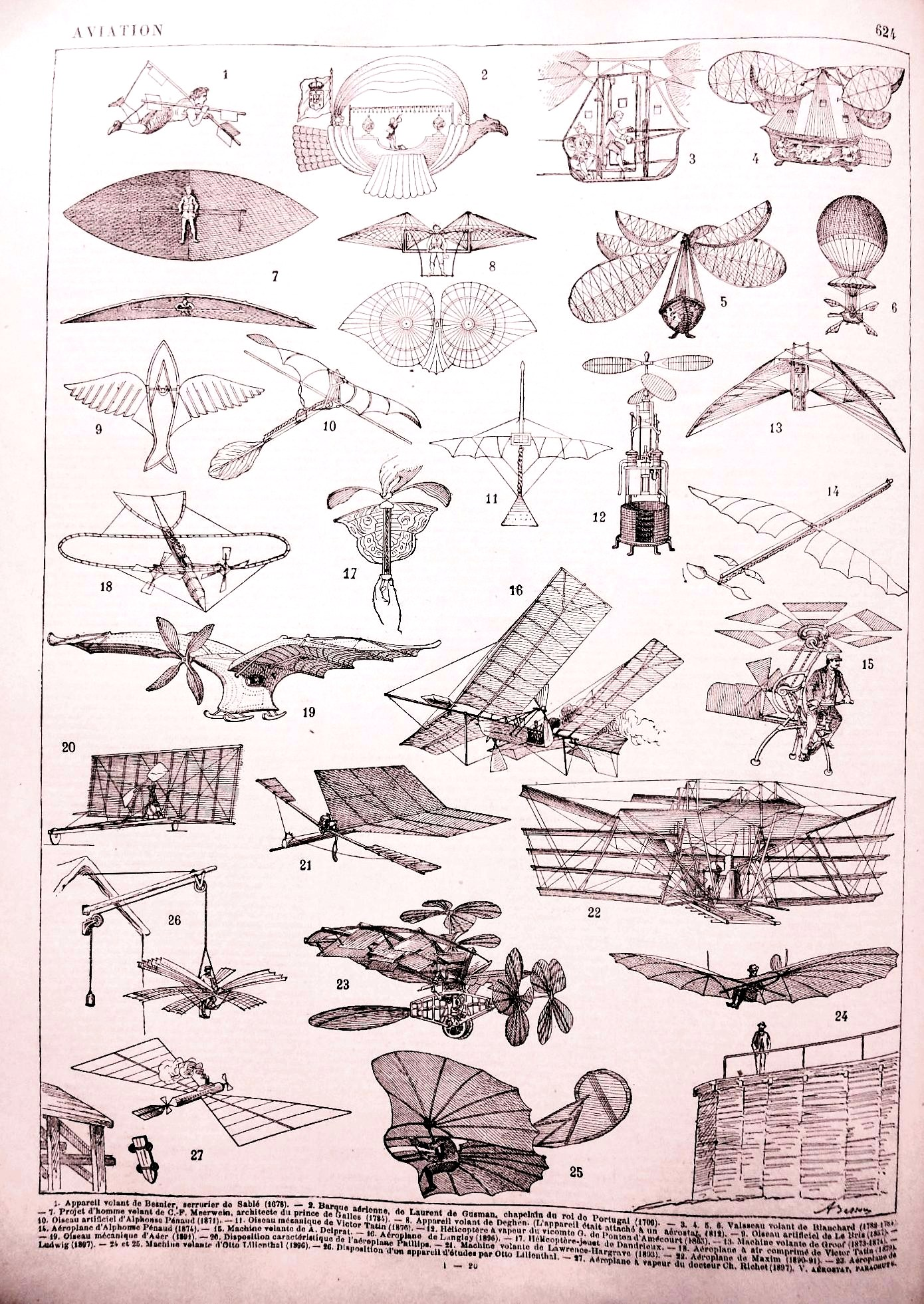
Historie letectví (do 1900)

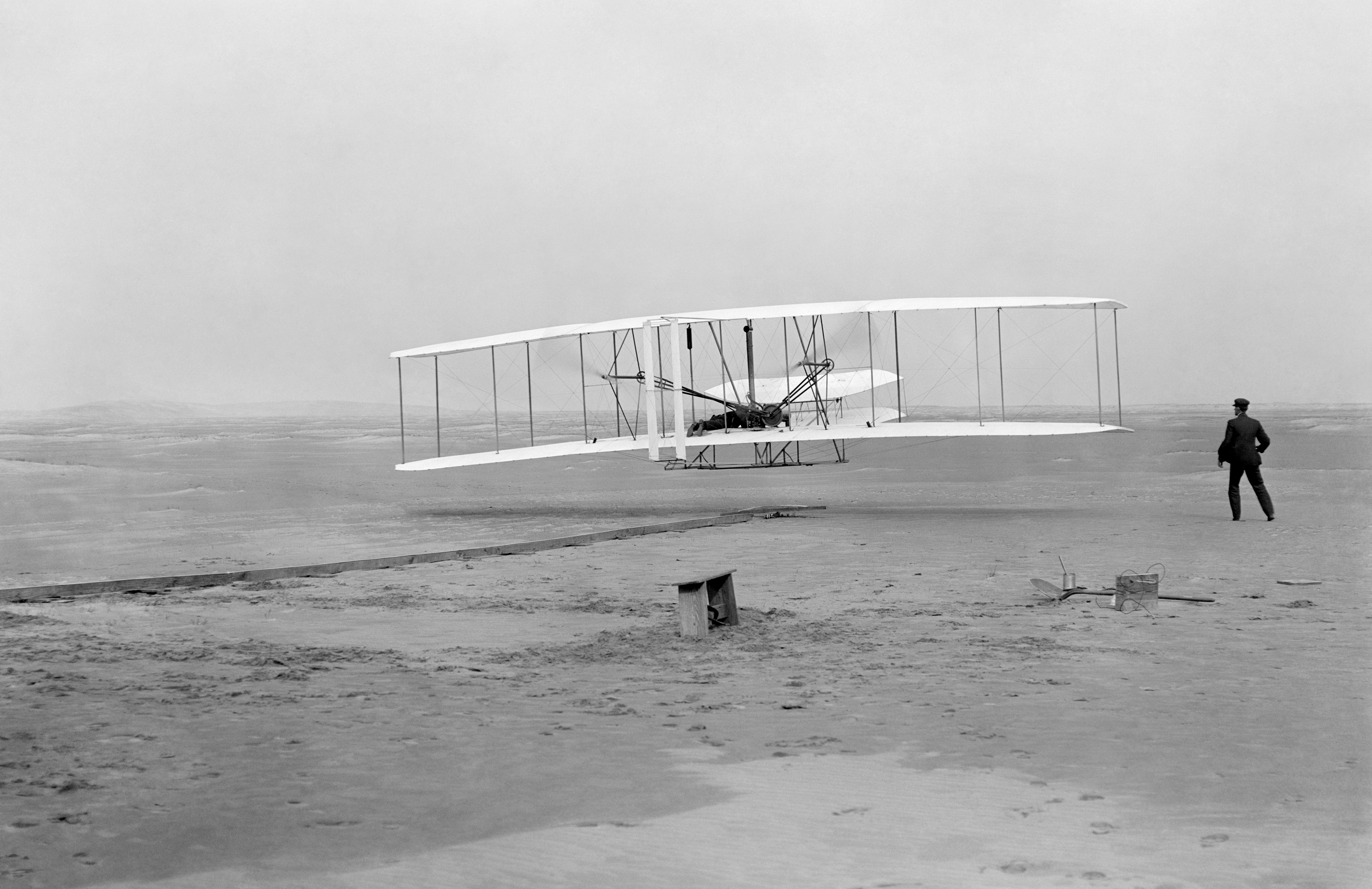
První let Flyeru bratří Wrightových

Poprvé se vznesl už v 11. století benediktinský mnich Eilmer z Malmesbury, který se svým kluzákem uletěl 200 m. Jeho nápad se však neujal a létání zůstalo dlouhou dobu zapomenuto. Letouny těžší než vzduch se znovu začaly objevovat až ve druhé polovině 19. století. Před vynálezem motoru s vnitřním spalováním to byly především kluzáky, objevilo se ale i několik pokusů o letadlo s parním pohonem. Váha parního motoru a paliva však odsoudila tyto pokusy k neúspěchu.
V Čechách byl legendárním průkopníkem létání Vit Fučík, o němž dostupná literatura udává, že v letech 1760–1770 uskutečnil několik letů. Dalším průkopníkem byl Václav Kadeřávek (1836–1881). Na Slovensku byl v 2. polovině 18. století legendárním průkopníkem létání mnich Cyprián z Červeného Kláštora.
V prosinci roku 1856 uskutečnil Jean-Marie Le Bris let kluzákem, při jehož návrhu se inspiroval tvarem ptáka albatrosa. Kluzák umístíl na dřevěný vozík a ten nachal táhnout koněm. Dosáhl výšky 100 m a uletěl vzdálenost 200 m. Jeho druhý model z roku 1868 nezaznamenal většího úspěchu. Nejznámějším průkopníkem v oblasti kluzáků byl Otto Lilienthal, který se k létání dostal až v důchodu. Postavil celkem 18 různých bezmotorových letadel, se kterými létal na svahu. Přežil několik havárií, při svém posledním letu v roce 1896 se však jeho kluzák poryvem větru převrátil ve výšce asi 15 m a Lilienthal utrpěl zranění, kterým o den později podlehl.
S vynálezem zážehového motoru na konci 19. století se otevřela cesta pro motorová letadla. Průkopníky v této oblasti byli bratři Wrightové, američtí majitelé servisu kol. Inspirovali se pracemi Otto Lilienthala a začali vyrábět modely kluzáků. Ve své dílně si postavili malý aerodynamický tunel a díky tomu dokázali navrhovat a vyrábět účinné profily křídel a kluzáky s lepšími letovými vlastnostmi. 14. prosince roku 1903 poprvé vzlétli s motorovým letadlem, které pojmenovali Flyer, let však nebyl úspěšný a letoun se poškodil. O tři dny později byl proveden druhý, úspěšnější pokus, při kterém stroj letěl 12 s. Toho dne však vzlétli víckrát, nejdelší let trval téměř jednu minutu. Po tomto úspěchu se pustili do zlepšování, postavili Flyer II a poté v roce 1905 Flyer III, který se ve vzduchu udržel 39 minut.
Roku 1909 přeletěl Francouz Louis Blériot kanál La Manche a jeho typu XI. bylo vyrobeno asi 800 kusů. V první světové válce došlo k rozvoji leteckých technologií, poprvé se také odehrávaly vzdušné souboje. Nejúspěšnějším stíhačem byl Manfred von Richthofen, zvaný Rudý baron. S postupem času se letadla zlepšovala, zvyšovala se rychlost a prodlužoval dolet. Kolem roku 1920 vznikla první letecká pošta a letecké společnosti, ČSA byly založeny 1923. Roku 1927 přeletěl americký pilot Charles Lindbergh Atlantský oceán z New Yorku do Paříže, sám a bez zastávky za 33,5 hodiny.
Během druhé světové války byly do sériové výroby zavedeny a v malém množství poprvé bojově nasazeny vrtulníky. Vrtulová letadla už dosáhla hranice svých možností, protože při rychlostech přes 700 km/h ztrácejí vrtule účinnost. Řešením bylo použití proudového motoru. Tyto motory byly už před válkou používány v průmyslu, problémem však bylo vytvořit dostatečně malou a výkonnou turbínu, aby se dala použít v letadle. Na tom pracovali nezávisle na sobě dva lidé – v Německu to byl Hans von Ohain, ve Velké Británii Frank Whittle. Jako první postavilo proudový letoun Německo v roce 1939, byl to Heinkel He 178. Prvním vojensky použitým proudovým letadlem byl dvoumotorový Messerschmitt Me 262, bojově nasazený od roku 1944. Britové nasadili proudový Gloster Meteor ve stejném roce, ale v menších počtech a podle Niccoliho měl horší vlastnosti než německý Messerschmitt.
V roce 1947 překročil první pilot rychlost zvuku, a to Chuck Yeager v experimentálním letadle Bell X-1. Po druhé světové válce vznikla úsporná a bezpečná velkokapacitní letadla až pro 500 cestujících, takže létání se stalo běžným způsobem dopravy na větší vzdálenosti, zejména přes oceány. Také význam vojenského letectva neustále roste a jeho strategie se rychle mění směrem k balistickým a řízeným střelám, bezpilotním dronům a letadlovým lodím.